# Rapunzel (Disney)
Princesa Rapunzel é uma personagem fictícia, apresentada no filme Tangled da Walt Disney Pictures. Ela é uma adaptação do conto de fadas de mesmo nome, criado pelos Irmãos Grimm. É dublada por Mandy Moore, sendo a décima princesa da franquia Disney Princesas.

## Desenvolvimento
A estrela da Broadway e da televisão, Kristin Chenoweth foi originalmente chamada para desempenhar a voz de Rapunzel quando o filme foi anunciado por John Lasseter, no entanto, no desenrolar da produção do filme, a atriz e cantora Mandy Moore acabou ficando com o papel.  Quando criança, ela é dublada por Delanay Rose Stein.
Moore "cresceu amando filmes da Disney". Ela inicialmente tinha pouca intenção na audição para Tangled, porque ela sabia que haveria muita concorrência.  No entanto, ela se interessou pelo filme, e teria "perseguido" o papel de Rapunzel, fazendo testes para a personagem duas vezes. Por o filme ser um musical ele exigiria atores que também cantassem para os personagens, era obrigatório para todos na audição para cantar uma música de sua preferência. Seguindo as instruções dadas para executar uma canção que estava no estilo de um cantor e compositor, Moore cantou "Help Me" da cantora canadense e compositora Joni Mitchell, uma canção que ela se cantou em seu quarto álbum de estúdio, Coverage (2003).
Moore ficou surpresa ao saber que ela e Zachary Levi, a voz de Flynn Rider, não iriam gravar qualquer diálogo juntos. Ela foi muitas vezes obrigada a regravar uma linha de no máximo quatro vezes antes que os cineastas estavam satisfeitos com ela. Moore foi inicialmente decepcionada com o seu desempenho, quando ouviu pela primeira vez a sua voz porque ela sentiu que parecia "muito agudo".

### Aparência
Rapunzel é uma menina de 18 anos que é conhecida por seus cabelos dourados, que chegam a medir 21 metros de comprimento. Ela é magra, tem grandes olhos verdes, um sorriso brincalhão, e sardas. Rapunzel é vista na maioria das vezes, com seu vestido roxo, com espartilho e mangas rosas. Geralmente, ela anda descalça. Rapunzel pode, no filme Enrolados, fazer o seu cabelo brilhar. No final do filme seus longos cabelos são cortados e ficam castanhos e repicados. Na série seu cabelo volta a crescer.

### Personalidade
Tendo passado toda a sua vida isolada em uma torre com pouca coisa para fazer, ela é eficientemente educada na literatura, e talentosa em quase todas as áreas, como música e até mesmo em assuntos mais avançados como a astronomia como é ilustrado em seus mapas astronômicos; a sua maior paixão é arte, tal como indicado pela quantidade de pinturas sobre as paredes internas da torre. Enquanto ela deseja ver o mundo além de sua janela, ela é muito obediente à Mamãe Gothel. Ela é bastante ousada, saltando de penhascos altos e balançando em grandes distâncias com seus cabelos. Ela é completamente imune aos chamados encantos de Flynn e tem pouca tolerância para suas travessuras. Ela também é muito carismática, capaz de influenciar um grupo de bandidos e convencer Maximus, o corcel do Capitão, de adiar sua busca por Flynn até que ela cumpra seu sonho em seu aniversário (que é fortemente enfatizado). Rapunzel é também conhecida, especialmente por Pascal, para ser bastante confiável e nunca quebrar as promessas que faz. Ela está muito determinada a realizar seus sonhos, passando por qualquer obstáculo no seu caminho.

## Aparições

### Enrolados
Quando a rainha, que esta grávida, adoece, seus súditos inventam um elixir com uma flor cultivada a partir de uma gota de luz solar. O medicamento restaura a saúde da rainha e concede poderes mágicos de cura para o bebê. No entanto, uma velha, malvada e ciumenta bruxa chamada Gothel sequestra a pequena princesa, Rapunzel, logo após o nascimento, para poder usar os poderes de Rapunzel para se manter jovem. Gothel tranca Rapunzel numa torre longe do mundo exterior e diz a Rapunzel que o mundo é perigoso e cheio de coisas horríveis, com pessoas egoístas. Rapunzel, acreditando nas mentiras de sua mãe, permanece dentro de sua torre, mas todos os anos no aniversário dela, Rapunzel observa os festival das luzes, que acontece em um reino vizinho, sem saber que é em memória dela mesma, que foi roubada. Ela sonha um dia em ir para o reino para ver o festival. Finalmente, em seu aniversário de dezoito anos, ela reúne a coragem de pedir a Gothel para levá-la para o festival, ainda sem rodeios, Gothel se recusa, e ordena para Rapunzel que ela nunca vai pedir para deixar a torre novamente. Nesse mesmo dia, Flynn Rider, um ladrão charmoso e bonito, decide usar a torre de Rapunzel como esconderijo e depois, rouba as jóias da coroa. Rapunzel captura ele, leva a mochila contendo as joias, e mantém ele refém, até decidir que se ele levar ela para o festival, ela dará a bolsa em troca. Para distrair a mãe, Rapunzel pede uma tinta especial feita de conchas para seu aniversário, o que levaria três dias para que ela conseguisse.
Rapunzel e Flynn saem da torre, e acabam envolvidos em vários acidentes, e com o passar do tempo, acabam se respeitando e dependendo uns dos outros. Em um ponto, Rapunzel revela sua história para Flynn. De acordo com a Mamãe Gothel, as pessoas queriam Rapunzel por causa de seu cabelo mágico, e assim ela foi trancada na torre por sua segurança. No entanto, se seu cabelo for cortado, ela perderia seu poder e ele mudaria de cor. Mamãe Gothel, acaba descobrindo da fuga de Rapunzel, seguindo ela e enfrentando a mesma. Quando Rapunzel se recusa a voltar para casa, Gothel diz que a única razão de Flynn estar com ela, é por que ele quer a bolsa com as joias. Gothel também contrata dois bandidos para um esquema maior.
Durante o festival, Rapunzel e Flynn se aproximam e começam a se apaixonar, antes que ele a leva para fora em um barco para finalmente ver as luzes flutuantes. Agora os sentimentos de Flynn para ela são genuínos, Rapunzel dá de volta a sua mochila. Depois de voltar para a praia, Gothel encena seu plano, sequestrando Rapunzel, deixando ela na torre, enquanto Flynn foge. Rapunzel, de coração partido com a traição de Flynn, concorda com Gothel para nunca deixar a torre novamente. No entanto, após examinar uma bandeira do festival percebe que tudo esta ligado. Isso desperta memórias de infância de Rapunzel, e ela percebe que ela é a princesa perdida do reino. Ela confronta Gothel, e depois de descobrir a verdade, ela jura que não será mais usada por sua "mãe".
Flynn logo chega, e tenta resgatar Rapunzel. No entanto, ele a encontra amarrada e amordaçada e é fatalmente esfaqueado por Gothel. Rapunzel, pede para Gothel deixar ela curar Flynn e em troca, ela ficará na torre para sempre. Gothel concorda, mais Flynn, preferindo pela liberdade de Rapunzel, corta seus cabelos, fazendo ela perder sua força. Como a magia do cabelo desaparece, Gothel rapidamente começa a envelhecer e tropeça no cabelo cortado de Rapunzel e cai pela janela onde seu corpo se desfaz em pó antes que chegue ao chão. Agora, sem ter como curar ele, Rapunzel vê Flynn, que morre de seus ferimentos pouco tempo depois, mas não antes de confirmar seu amor por ela. No entanto, em sua tristeza, Rapunzel é capaz de terminar o seu encantamento de cura e uma única gota de lágrima revive ele. Flynn reúne Rapunzel com seus pais e, durante uma celebração no reino, ela toma seu lugar como princesa. Flynn informa ao público que Rapunzel governou o reino de forma justa e sabiamente por muitos anos e era amada pelo povo. Ele também revela que, alguns anos mais tarde, após a celebração, ele propôs. Assim, os dois se casaram e eles viveram felizes para sempre.

### Enrolados Para Sempre
Rapunzel, juntamente com Flynn, aparecem nesta sequência, um curta para o primeiro filme. Na história, Rapunzel e Flynn se casam, enquanto Pascal e Maximus lutam para recuperar os anéis. Rapunzel junta Flynn na narração de abertura do curta como eles narram o maior casamento que está prestes a bater o reino para sempre. Ela aparece pela primeira vez, em seu traje de casamento e de pé na entrada do salão de festas, atraindo a atenção de todos os presentes. Seu pai, o rei, em seguida, caminha com ela pelo corredor central, de modo que ela pode se juntar a seu noivo no altar. O padre começa o seu discurso, mas Maximus espirra e, acidentalmente, perde seus anéis de casamento. Os dois aparecem em uma visão de Maximus e Pascal, onde todos os presentes ficam chateados com a perda dos anéis.
Rapunzel e Flynn são mostrados mais tarde, após Maximus e Pascal conseguirem ter os anéis de volta, mas o casal (e todos os outros) estão chocados com a aparência grotesca de Maximus e Pascal, ambos cobertos com alcatrão, que oferecem os anéis. Flynn leva os anéis e dá um para a sua noiva. Eles trocam seus anéis e o sacerdote pronuncia o casal como marido e mulher. Flynn e Rapunzel se beijam, e todos os presentes se alegram.
Enrolados outra vez, o especial
Situada após os acontecimentos de Enrolados, a trama mostra Rapunzel descobrindo que tem muito a aprender antes de se tornar princesa. Então, ela parte em busca de novas aventuras com seus amigos, Pascal, Maximus, Cassandra e, claro, José.

### Frozen
No filme Frozen, Rapunzel (com cabelos castanhos) e Flynn Rider são vistos brevemente em Arendelle.

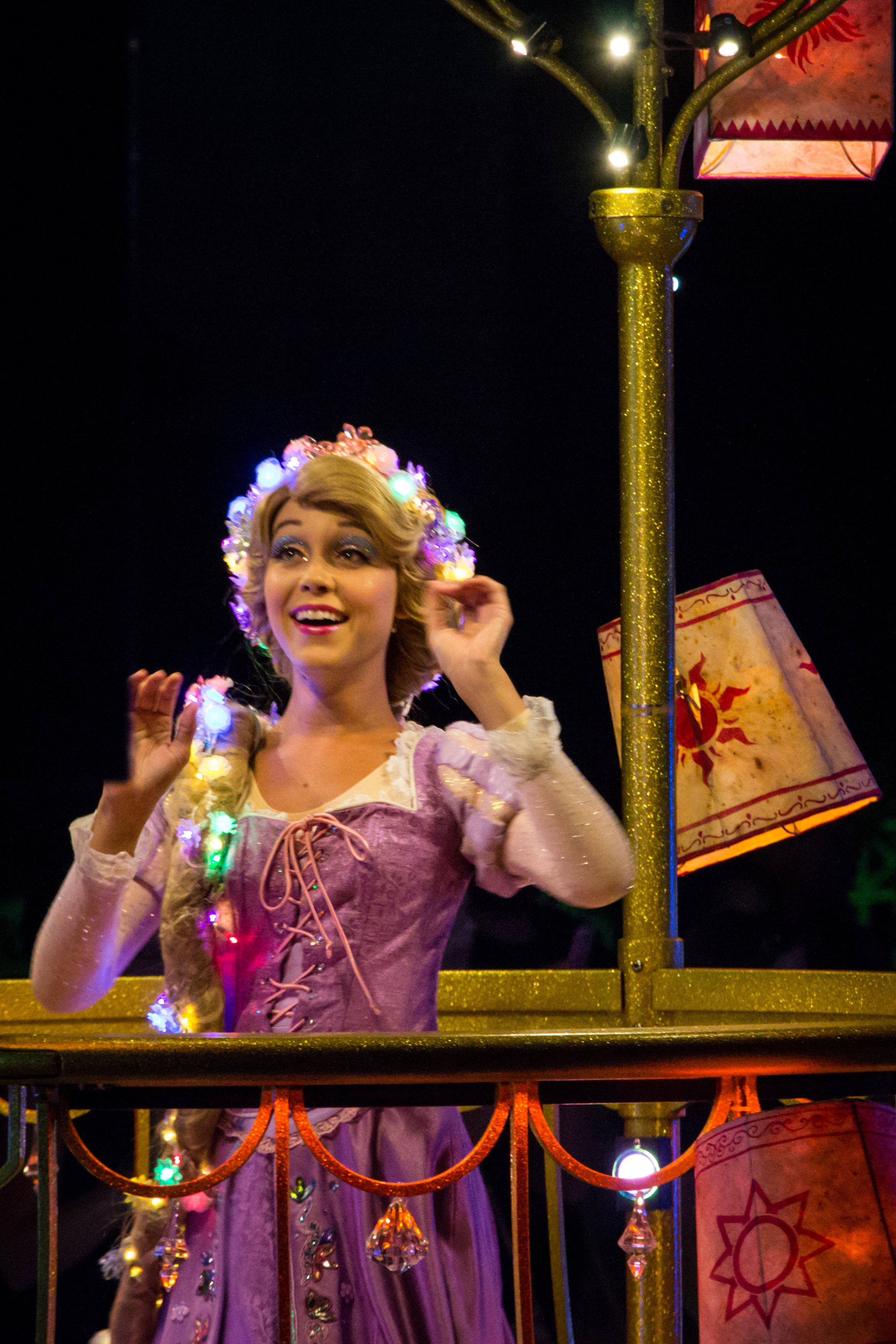
Rapunzel na Disneylândia.

## Em outras mídias
Ela e Flynn aparecem em Tangled: The Video Game, tanto para Nintendo Wii quanto para Nintendo DS pela Disney Interactive Studios, onde ela é um personagem jogável. Tal como acontece com a maioria de seus filmes, Disney lançou vários outras mercadorias com base em Enrolados usando a imagem de Rapunzel. Ela e Flynn também fizeram suas aparições na estréia do show do Disney on Ice, Dare to Dream, e estarão em Treasure Trove.
Rapunzel, junto com Flynn Ryder, fizeram aparições em parques temáticos da Disney em todo o mundo. Na Disneylândia, tanto Rapunzel e Flynn estão na seção Fantasyland no seu próprio pequeno chalé. Na Disney World, ambos os personagens foram localizados no Fairytale Gardens da Fantasyland no Magic Kingdom (Anteriormente palco do "Belle's Storytime" e, atualmente, no Brave Meet and Great). Rapunzel agora pode ser encontrada na Town Square Theatre do Fantasyland. Rapunzel também fará parte de uma nova expansão do Fantasyland chamada Princesa Fairytale Hall, com outras princesas como Cinderela, Tiana e Aurora. Rapunzel e Flynn também estão no The Golden Mickeys durante o Disney Dream, acrescentando a sua cena das lanternas flutuantes.
Rapunzel já apareceu em alguns livros e conjuntos de bonecas da franquia Disney Princesas e também é uma das princesas de destaque no site oficial. Ela foi introduzida na franquia em 2 de outubro de 2011. Por sua vez, ela foi proferida em um estilo tradicional de animação para a franquia em vez de ser CGI como ela é normalmente.